# Châtellerault
Châtellerault este un oraș în Franța, sub-prefectură a departamentului Vienne, în regiunea Poitou-Charentes. 

## Personalități
- Jean-Pierre Thiollet (1956- ), scriitor

1. ↑  répertoire géographique des communes, accesat în 26 octombrie 2015
2. ↑  dataset of postal codes in France, 1 octombrie 2018